# Élections régionales de 2015 à Dakhla-Oued Ed-Dahab

Carte de la région.

Les élections régionales à Dakhla-Oued Ed-Dahab se déroulent le 4 septembre 2015.

## Résultats

### Global
|                          | Ynja Khattat             | PI                       | 7 219  | 28,69 | 13 |  |  |
|                          | Sidi Ahmed Bekkar        | MP                       | 6 290  | 25,00 | 9  |  |  |
|                          | Azzouha Chagaf           | PAM                      | 2 513  | 9,99  | 3  |  |  |
|                          | El Mami Boussif          | USFP                     | 2 359  | 9,38  | 3  |  |  |
|                          | Mohamed Boubaker         | RNI                      | 2 251  | 8,95  | 2  |  |  |
|                          | Mohamed Laghdaf Ahl Baba | PJD                      | 1 889  | 7,51  | 3  |  |  |
|                          |                          |                          |        |       |    |  |  |
| Total                    | Total                    | Total                    | 45 629 | 100   | 33 |  |  |
| Abstentions              | Abstentions              | Abstentions              | 20 469 | 44,86 |    |  |  |
| Inscrits / Participation | Inscrits / Participation | Inscrits / Participation | 25 160 | 55,14 |    |  |  |

### Par préfecture et province

#### Aousserd
| Parti       | Parti                                                       | Suffrage | Suffrage | Sièges | Sièges |
| Parti       | Parti                                                       | #        | %        | #      | %      |
| ----------- | ----------------------------------------------------------- | -------- | -------- | ------ | ------ |
|             | Parti de l'Istiqlal (PI)                                    | 2 573    | 42,65    | 5      | 62,50  |
|             | Rassemblement national des indépendants (RNI)               | 1 353    | 22,43    | 2      | 25,00  |
|             | Mouvement populaire (MP)                                    | 733      | 12,15    | 1      | 12,50  |
|             | Parti authenticité et modernité (PAM)                       | 442      | 7,33     |        |        |
|             | Parti de la justice et du développement (PJD)               | 253      | 4,19     |        |        |
|             | Parti du progrès et du socialisme (PPS)                     | 112      | 1,86     |        |        |
|             | Parti de l'Espoir (PE)                                      | 95       | 1,57     |        |        |
|             | Union constitutionnelle (UC)                                | 94       | 1,56     |        |        |
|             | Parti du centre social (PCS)                                | 83       | 1,38     |        |        |
|             | Parti de l'environnement et du développement durable (PEDD) | 76       | 1,26     |        |        |
|             | Mouvement démocratique et social (MDS)                      | 61       | 1,01     |        |        |
|             | Parti démocratique de l'indépendance (PDI)                  | 60       | 0,99     |        |        |
|             | Front des forces démocratiques (FFD)                        | 56       | 0,93     |        |        |
|             | Union marocaine pour la démocratie (UMD)                    | 42       | 0,70     |        |        |
|             |                                                             |          |          |        |        |
| Inscrits    | Inscrits                                                    | 7 586    | 100,00   |        |        |
| Abstentions | Abstentions                                                 | 1 553    | 20,47    |        |        |
| Exprimés    | Exprimés                                                    | 6 033    | 79,53    |        |        |

#### Oued Eddahab
| Parti       | Parti                                                       | Suffrage | Suffrage | Sièges | Sièges |
| Parti       | Parti                                                       | #        | %        | #      | %      |
| ----------- | ----------------------------------------------------------- | -------- | -------- | ------ | ------ |
|             | Mouvement populaire (MP)                                    | 5 557    | 29,05    | 8      | 32,00  |
|             | Parti de l'Istiqlal (PI)                                    | 4 646    | 24,29    | 8      | 32,00  |
|             | Union socialiste des forces populaires (USFP)               | 2 359    | 12,33    | 3      | 12,00  |
|             | Parti authenticité et modernité (PAM)                       | 2 071    | 10,83    | 3      | 12,00  |
|             | Parti de la justice et du développement (PJD)               | 1 636    | 8,55     | 3      | 12,00  |
|             | Union constitutionnelle (UC)                                | 973      | 5,09     |        |        |
|             | Rassemblement national des indépendants (RNI)               | 898      | 4,69     |        |        |
|             | Parti du progrès et du socialisme (PPS)                     | 605      | 3,16     |        |        |
|             | Parti du centre social (PCS)                                | 239      | 1,25     |        |        |
|             | Union marocaine pour la démocratie (UMD)                    | 77       | 0,40     |        |        |
|             | Parti de l'environnement et du développement durable (PEDD) | 66       | 0,35     |        |        |
|             |                                                             |          |          |        |        |
| Inscrits    | Inscrits                                                    | 40 618   | 100,00   |        |        |
| Abstentions | Abstentions                                                 | 21 491   | 52,91    |        |        |
| Exprimés    | Exprimés                                                    | 19 127   | 47,09    |        |        |

### Répartition des sièges
| Parti | Parti | Aousserd | Oued Eddahab | Total |
| ----- | ----- | -------- | ------------ | ----- |
|       | PI    | 5        | 8            | 13    |
|       | MP    | 1        | 8            | 9     |
|       | PAM   |          | 3            | 3     |
|       | PJD   |          | 3            | 3     |
|       | USFP  |          | 3            | 3     |
|       | RNI   | 2        |              | 2     |